# Markala
Markala – miasto w Mali; 90 516 mieszkańców (2012). Przemysł spożywczy, włókienniczy.